# Lista med arter inom Hoplitis
Detta är en lista med cirka 385 arter som placeras i Hoplitis, ett släkte med bin inom familjen Megachilidae. Antal arter inom släktet är omdiskuterat och vissa auktoriteter placerar vissa arter i andra släkten. 

## Artlista i alfabetisk ordning
- Hoplitis abbreviata (Morawitz, 1875) i c g
- Hoplitis abnormis van der Zanden, 1992 i c
- Hoplitis abnormis van-der Zanden, 1992 g
- Hoplitis acanthophora (Morawitz, 1875) i c g
- Hoplitis acuticornis (Dufour & Perris, 1840) i c g
- Hoplitis adunca (Panzer, 1798) i c g
- Hoplitis africana (Warncke, 1990) i c g
- Hoplitis agis (Benoist, 1929) i c g
- Hoplitis ahrensi (Popov, 1962) i c g
- Hoplitis alatauensis (Tkalcu, 1992) i c g
- Hoplitis alba (van der Zanden, 1994) i c g
- Hoplitis albatera Warncke, 1991 g
- Hoplitis albifrons Leach, 1814 i c g b
- Hoplitis albopilosa Wu, 1987 i c g
- Hoplitis alboscopata (Provancher, 1888) i c g
- Hoplitis alchata (Warncke, 1990) i c g
- Hoplitis alexandrina (Warncke, 1991) i c g
- Hoplitis anipuncta (Alfken, 1935) i c g
- Hoplitis annulata (Latreille, 1811) i c g
- Hoplitis anonyma (Cameron, 1904) i c g
- Hoplitis antalyae Tkalcu, 2000 i c g
- Hoplitis antennata (Morawitz, 1876) i c g
- Hoplitis anthocopoides (Schenck, 1853) i c g b
- Hoplitis antigae (Pérez, 1895) i c g
- Hoplitis aqabaensis (Warncke, 1991) i c g
- Hoplitis arabiae Muller g
- Hoplitis aravensis Zanden, 1992 g
- Hoplitis arenivaga van der Zanden, 1996 i c
- Hoplitis arenivaga van-der Zanden, 1996 g
- Hoplitis aristotelis (Warncke, 1990) i c g
- Hoplitis askhabadensis (Radoszkowski, 1886) i c g
- Hoplitis ayardi (Benoist, 1929) i c g
- Hoplitis barbigera (Benoist, 1951) i c g
- Hoplitis basingeri (Timberlake & Michener, 1950) i c g
- Hoplitis bassana (Warncke, 1991) i c g
- Hoplitis batyamae (van der Zanden, 1986) i c g
- Hoplitis beijingensis Wu, 1987 i c g
- Hoplitis benoisti (Alfken, 1935) i c g
- Hoplitis bicallosa (Morawitz, 1876) i c g
- Hoplitis bidenticauda (Timberlake & Michener, 1950) i c g
- Hoplitis bifoveolata (Alfken, 1935) i c g
- Hoplitis bihamata (Costa, 1885) i c g
- Hoplitis bilobulata Wu, 1992 i c g
- Hoplitis bipartita (Friese, 1899) i c g
- Hoplitis biscutellae Cockerell, 1897 i c g b
- Hoplitis bispinosa van der Zanden, 1992 i c
- Hoplitis bispinosa van-der Zanden, 1992 g
- Hoplitis bisulca (Gerstäcker, 1869) i c g
- Hoplitis boharti (Timberlake & Michener, 1950) i c g
- Hoplitis bombiformis van der Zanden, 1991 i c g
- Hoplitis bombiformis van-der Zanden, 1991 g
- Hoplitis brachyodonta (Cockerell, 1933) i c g
- Hoplitis brachypogon (Pérez, 1879) i c g
- Hoplitis brevicornis (Morawitz, 1880) i c g
- Hoplitis brevifurca (Benoist, 1934) i c g
- Hoplitis brevispina (Tkalcu, 2000) i c g
- Hoplitis brevispora (Warncke, 1992) i c g
- Hoplitis brunnescens (Benoist, 1950) i c g
- Hoplitis bubulca (van der Zanden, 1994) i c g
- Hoplitis bullifacies Michener, 1947 i c g b
- Hoplitis bunocephala Michener, 1947 i c g b
- Hoplitis bytinskii (Mavromoustakis, 1948) i c
- Hoplitis cadiza (Warncke, 1991) i c g
- Hoplitis camelina (Benoist, 1934) i c g
- Hoplitis campanularis (Morawitz, 1878) i c g
- Hoplitis capsulifer Popov, 1960 i c g
- Hoplitis carinata (Stanek, 1969) i c g
- Hoplitis carinotarsa Wu, 1987 i c g
- Hoplitis cathena (Cameron, 1904) i c g
- Hoplitis caucasica (Friese, 1920) i c g
- Hoplitis caucasicola  g
- Hoplitis caudex (Timberlake & Michener, 1950) i c g
- Hoplitis caularis (Morawitz, 1875) i c g
- Hoplitis cercomela (Warncke, 1991) i c g
- Hoplitis christae (Warncke, 1991) i c g
- Hoplitis chukar (Warncke, 1991) i c g
- Hoplitis ciliaris (Pérez, 1902) i c g
- Hoplitis claviventris (Thomson, 1872) i c g
- Hoplitis colei (Crawford, 1916) i c g
- Hoplitis conchophila Kuhlmann, 2011 g
- Hoplitis conosimilis van der Zanden, 1992 i c
- Hoplitis conosimilis van-der Zanden, 1992 g
- Hoplitis contracta (Walker, 1871) i c g
- Hoplitis corniculatus van-der Zanden, 1989 g
- Hoplitis crassipunctata Muller g
- Hoplitis cretaea (Tkalcu, 1992) i c g
- Hoplitis cristatula (van der Zanden, 1990) i c g
- Hoplitis cryptanthae (Timberlake & Michener, 1950) i c g
- Hoplitis ctenophora (Benoist, 1934) i c g
- Hoplitis curtula (Pérez, 1895) i c g
- Hoplitis curvipes (Morawitz, 1871) i c g
- Hoplitis cypriaca (Mavromoustakis, 1938) i c g
- Hoplitis dalmatica (Morawitz, 1871) i c g
- Hoplitis daniana (Mavromoustakis, 1949) i c g
- Hoplitis daurica (Radoszkowski, 1887) i c g
- Hoplitis decaocta (Warncke, 1991) i c g
- Hoplitis denudata (Morawitz, 1880) i c g
- Hoplitis deserticola (Timberlake & Michener, 1950) i c g
- Hoplitis desertorum Muller g
- Hoplitis diabolica (Benoist, 1934) i c g
- Hoplitis dispersipunctata Muller g
- Hoplitis dorni Tkalcu, 1995 i c g
- Hoplitis duckeana (Kohl, 1905) i c g
- Hoplitis dumonti (Benoist, 1929) i c g
- Hoplitis eburnea (Warncke, 1991) i c g
- Hoplitis elaziga (Warncke, 1991) i c g
- Hoplitis elongaticeps Michener, 1947 i c g b
- Hoplitis emarginata (Griswold, 1983) i c g
- Hoplitis enslini (Alfken, 1935) i c g
- Hoplitis epeoliformis (Ducke, 1899) i c g
- Hoplitis eremophila (Warncke, 1991) i c g
- Hoplitis erythrogastra (Mavromoustakis, 1954) i c g
- Hoplitis erzurumensis Tkalcu, 2000 i c g
- Hoplitis evansi (Michener, 1936) i c g
- Hoplitis excisa (Morawitz, 1880) i c g
- Hoplitis fabrei van der Zanden, 1987 i c
- Hoplitis fabrei van-der Zanden, 1987 g
- Hoplitis farabensis (Popov, 1962) i c g
- Hoplitis fascicularia (Radoszkowski, 1886) i c g
- Hoplitis fasciculata (Alfken, 1934) g
- Hoplitis ferianaensis (van der Zanden, 1991) i c g
- Hoplitis fertoni (Pérez, 1891) i c g
- Hoplitis flabellifera (Morice, 1901) i c g
- Hoplitis fortispina (Pérez, 1895) i c g
- Hoplitis fossulata (Mocsáry, 1883) i c g
- Hoplitis freygessneri (Friese, 1899) i c g
- Hoplitis fulgida Cronquist i c g b
- Hoplitis fulica (Warncke, 1991) i c g
- Hoplitis fulva (Eversmann, 1852) i c g
- Hoplitis furcula (Morawitz, 1875) i c g
- Hoplitis galbula (Warncke, 1991) i c g
- Hoplitis galichicae Muller g
- Hoplitis gallinula (Warncke, 1991) i c g
- Hoplitis garzetta (Warncke, 1991) i c g
- Hoplitis gentilis (Warncke, 1991) i c g
- Hoplitis gerofita (Warncke, 1990) i c g
- Hoplitis glasunovi (Morawitz, 1894) i c g
- Hoplitis gleasoni (Titus, 1904) i c g
- Hoplitis gobiensis Muller g
- Hoplitis goulemina (Warncke, 1991) i c g
- Hoplitis graeca (Tkalcu, 2000) i c g
- Hoplitis grandiscapa (Pérez, 1895) i c g
- Hoplitis grinnelli (Cockerell, 1910) i c g
- Hoplitis grossepunctata (Kohl, 1905) i c g
- Hoplitis grumi (Morawitz, 1894) i c g
- Hoplitis gusenleitneri (Warncke, 1991) i c g
- Hoplitis haemi Tkalcu, 2000 i c g
- Hoplitis halophila Cross, 2023[5]
- Hoplitis hamulicornis (Timberlake & Michener, 1950) i c g
- Hoplitis heilungjiangensis Wu, 1987 i c g
- Hoplitis heinrichi van der Zanden, 1980 i c g
- Hoplitis heinrichi van-der Zanden, 1980 g
- Hoplitis helouanensis (Friese, 1899) i c g
- Hoplitis hemisphaerica (Alfken, 1935) i c g
- Hoplitis hierichonica (Mavromoustakis, 1949) i c g
- Hoplitis hilbera  g
- Hoplitis hofferi Tkalcu, 1977 i c g
- Hoplitis hoggara (Warncke, 1992) i c g
- Hoplitis holmboei (Mavromoustakis, 1948) i c g
- Hoplitis homalocera van der Zanden, 1991 i c
- Hoplitis homalocera van-der Zanden, 1991 g
- Hoplitis howardi (Cockerell, 1910) i c g
- Hoplitis hyperplastica (Morawitz, 1894) i c g
- Hoplitis hypocrita (A. Massal.) Fröberg, 1989 i c g b
- Hoplitis idaensis (Warncke, 1991) i c g
- Hoplitis idalia (Mavromoustakis, 1948) i c g
- Hoplitis ilamana (van der Zanden, 1994) i c g
- Hoplitis illustris van der Zanden, 1992 i c g
- Hoplitis illustris van-der Zanden, 1992 g
- Hoplitis illyrica (Noskiewicz, 1926) i c g
- Hoplitis imperfecta (Provancher, 1896) i c g
- Hoplitis improceros van der Zanden, 1998 i c
- Hoplitis improceros van-der Zanden, 1998 g
- Hoplitis incanescens (Cockerell, 1922) i c g b
- Hoplitis incognita van der Zanden, 1996 i c
- Hoplitis incognita van-der Zanden, 1996 g
- Hoplitis inconspicua Tkalcu, 1995 i c g
- Hoplitis indostana (Cameron, 1904) i c g
- Hoplitis infrapicta (Cockerell, 1916) i c g
- Hoplitis insolita (Benoist, 1928) i c g
- Hoplitis insularis (Schmiedeknecht, 1885) i c g
- Hoplitis irania (Warncke, 1991) i c g
- Hoplitis israelica (Warncke, 1991) i c g
- Hoplitis jacintana (Cockerell, 1910) i c g
- Hoplitis jakovlevi (Radoszkowski, 1874) i c g
- Hoplitis jejuna Popov, 1952 i c g
- Hoplitis jerichoensis (van der Zanden, 1996) i c g
- Hoplitis jheringii (Ducke, 1898) i c g
- Hoplitis karakalensis (Popov, 1936) i c g
- Hoplitis karikalensis (Peters, 1972) i c g
- Hoplitis kaszabi Tkalcu, 2000 i c g
- Hoplitis kotschisa Warncke, 1991 g
- Hoplitis laboriosa (Smith, 1878) i c
- Hoplitis laevibullata (Michener, 1943) i c g
- Hoplitis laevifrons (Morawitz, 1872) i c g
- Hoplitis laeviscutum (Alfken, 1935) i c g
- Hoplitis lamina (Pérez, 1895) i c g
- Hoplitis laminifera Popov, 1960 i c g
- Hoplitis lapidaria (Morawitz, 1878) i c g
- Hoplitis latifemoralis (Wu, 1985) i c g
- Hoplitis latuspilosa van der Zanden, 1992 i c
- Hoplitis latuspilosa van-der Zanden, 1992 g
- Hoplitis lebanotica (Mavromoustakis, 1955) i c g
- Hoplitis lecerfi (Benoist, 1929) i c g
- Hoplitis lefeberi van der Zanden, 1991 i c
- Hoplitis lefeberi van-der Zanden, 1991 g
- Hoplitis leiocephala (Mavromoustakis, 1954) i c g
- Hoplitis lepeletieri (Pérez, 1879) i c g
- Hoplitis leucomelana (Kirby, 1802) i c g
- Hoplitis libanensis (Morice, 1901) i c g
- Hoplitis limassolica (Mavromoustakis, 1937) i c g
- Hoplitis linguaria (Morawitz, 1876) i c g
- Hoplitis linsdalei Michener, 1947 i c g
- Hoplitis lithodorae Müller, 2012 g
- Hoplitis loboclypeata Wu, 1990 i c g
- Hoplitis longispina (Pérez, 1895) i c g
- Hoplitis loreicornis (Benoist, 1934) i c g
- Hoplitis loti (Morawitz, 1867) i c g
- Hoplitis louisae (Cockerell, 1934) i c
- Hoplitis lucidula (Benoist, 1934) i c g
- Hoplitis lysholmi (Friese, 1899) i c g
- Hoplitis maghrebensis (van der Zanden, 1992) i c g
- Hoplitis malyshevi (Popov, 1963) i c g
- Hoplitis manicata (Morice, 1901) i c g
- Hoplitis manuelae  g
- Hoplitis marchali (Pérez, 1902) i c g
- Hoplitis maritima (Romankova, 1985) i c g
- Hoplitis maroccana (van der Zanden, 1998) i c g
- Hoplitis matheranensis (Michener, 1966) i c g
- Hoplitis mazzuccoi (Schwarz & Gusenleitner, 2005) i c g
- Hoplitis meyeri (Benoist, 1934) i c g
- Hoplitis micheneri Mitchell, 1962 i c g
- Hoplitis minor (Morawitz, 1878) i c g
- Hoplitis minuta Wu, 1990 i c g
- Hoplitis mitis (Nylander, 1852) i c g
- Hoplitis mocsaryi (Friese, 1895) i c g
- Hoplitis mojavensis Michener, 1947 i c g
- Hoplitis mollis Tkalcu, 2000 i c g
- Hoplitis mongolica Wu, 1990 i c g
- Hoplitis monstrabilis Tkalcu, 2000 i c g
- Hoplitis monticola  g
- Hoplitis moricei (Friese, 1899) i c g
- Hoplitis morinella (Warncke, 1991) i c g
- Hoplitis mucida (Dours, 1873) i c g
- Hoplitis murina (Tkalcu, 1992) i c g
- Hoplitis mutica (Warncke, 1991) i c g
- Hoplitis nanula (Timberlake & Michener, 1950) i c g
- Hoplitis nasoincisa (Ferton, 1914) i c g
- Hoplitis neavei (Cockerell, 1936) i c g
- Hoplitis negevensis (Warncke, 1991) i c g
- Hoplitis nicolaei  g
- Hoplitis nigrella (Michener, 1954) i c g
- Hoplitis nigrocolor (van der Zanden, 1991) i c g
- Hoplitis nisa (Warncke, 1991) i c g
- Hoplitis nitidula (Morawitz, 1878) i c g
- Hoplitis obtusa (Friese, 1899) i c g
- Hoplitis occidentalis Müller, 2012 g
- Hoplitis ochraceicornis (Ferton, 1902) i c g
- Hoplitis ochruros (Warncke, 1991) i c g
- Hoplitis onychophora (Mavromoustakis, 1939) i c g
- Hoplitis oreades (Benoist, 1934) i c g
- Hoplitis orthodonta (Cockerell, 1932) i c g
- Hoplitis orthognatha (Griswold, 1983) i c g
- Hoplitis oxypyga (Benoist, 1927) i c g
- Hoplitis ozbeki Tkalcu, 2000 i c g
- Hoplitis paiute (Griswold, 1983) i c g
- Hoplitis pallicornis (Friese, 1895) i c g
- Hoplitis palmarum (Cockerell, 1935) i c g
- Hoplitis papaveris (Latreille, 1799) i c g
- Hoplitis paralias (Mavromoustakis, 1954) i c g
- Hoplitis parana (Warncke, 1991) i c g
- Hoplitis parasitica (Warncke, 1991) i c g
- Hoplitis parnesica (Mavromoustakis, 1958) i c g
- Hoplitis paroselae Michener, 1947 i c g
- Hoplitis peniculifera  g
- Hoplitis peralba van der Zanden, 1992 i c
- Hoplitis peralba van-der Zanden, 1992 g
- Hoplitis perezi (Ferton, 1895) i c g
- Hoplitis persica (Warncke, 1991) i c g
- Hoplitis pici (Friese, 1899) i c g
- Hoplitis picicornis (Morawitz, 1895) i c g
- Hoplitis pilosifrons (Cresson, 1864) i c g
- Hoplitis pinkeunia (Warncke, 1991) i c g
- Hoplitis pisidiae Tkalcu, 2000 i c g
- Hoplitis plagiostoma Michener, 1947 i c g
- Hoplitis platalea (Warncke, 1990) i c g
- Hoplitis pomarina (Warncke, 1991) i c g
- Hoplitis popovi Wu, 2004 i c g
- Hoplitis praestans (Morawitz, 1893) i c g
- Hoplitis premordica Griswold, 1998 i c g
- Hoplitis princeps (Morawitz, 1872) i c g
- Hoplitis procerior (Tkalcu, 2000) i c g
- Hoplitis producta (Cresson, 1864) i c b
- Hoplitis pulchella (Pérez, 1895) i c g
- Hoplitis pungens (Benoist, 1929) i c g
- Hoplitis pygmaea (Timberlake & Michener, 1950) i c g
- Hoplitis pyrrhosoma Wu, 1990 i c g
- Hoplitis quadrispina (Tkalcu, 1992) i c g
- Hoplitis quarzazati (van der Zanden, 1998) i c g
- Hoplitis quettensis Tkalcu, 2000 i c g
- Hoplitis quinquespinosa (Friese, 1899) i c g
- Hoplitis ravouxi (Pérez, 1902) i c g
- Hoplitis recticauda (Stanek, 1969) i c g
- Hoplitis reducta (Timberlake & Michener, 1950) i c g
- Hoplitis remotula (Cockerell, 1910) i c g
- Hoplitis ridibunda (Warncke, 1991) i c g
- Hoplitis robusta (Nylander, 1848) i c g
- Hoplitis rubricrus (Friese, 1899) i c g
- Hoplitis ruficornis (Morawitz, 1875) i c
- Hoplitis ruficrus (Morawitz, 1875) i c g
- Hoplitis rufimana (Morawitz, 1875) i c g
- Hoplitis rufoantennalis Wu, 2004 i c g
- Hoplitis rufopicta (Morawitz, 1875) i c g
- Hoplitis rugidorsis (Pérez, 1895) i c g
- Hoplitis samarkanda (Warncke, 1991) i c g
- Hoplitis sambuci Titus, 1904 i c g
- Hoplitis saundersi (Vachal, 1891) i c g
- Hoplitis saxialis (van der Zanden, 1994) i c g
- Hoplitis scita (Eversmann, 1852) i c g
- Hoplitis segura (Warncke, 1991) i c g
- Hoplitis semilinguaria Tkalcu, 1992 i c g
- Hoplitis seminigra (Timberlake & Michener, 1950) i c g
- Hoplitis semirubra (Cockerell, 1898) i c g
- Hoplitis serainae  g
- Hoplitis shoshone (Parker, 1976) i c g
- Hoplitis sichuanensis Wu, 1992 i c g
- Hoplitis significans Tkalcu, 1995 i c g
- Hoplitis similis (Timberlake & Michener, 1950) i c g
- Hoplitis simplex (Cresson, 1864) i c g
- Hoplitis simplicata (Warncke, 1991) i c g
- Hoplitis simplicicornis (Morawitz, 1875) i c g
- Hoplitis simula (Gribodo, 1894) i c g
- Hoplitis singularis (Morawitz, 1875) i c g
- Hoplitis sinuata (Pérez, 1895) i c g
- Hoplitis sordida (Benoist, 1929) i c g
- Hoplitis speculum (Benoist, 1934) i c g
- Hoplitis speculumoides van der Zanden, 1991 i c
- Hoplitis speculumoides van-der Zanden, 1991 g
- Hoplitis spoliata (Provancher, 1888) i c g b
- Hoplitis stellaris (Warncke, 1991) i c g
- Hoplitis strepera (Warncke, 1991) i c g
- Hoplitis strymonia Tkalcu, 1999 i c g
- Hoplitis subbutea (Warncke, 1991) i c g
- Hoplitis submanicata van der Zanden, 1984 i c
- Hoplitis submanicata van-der Zanden, 1984 g
- Hoplitis subulicornis (Morawitz, 1878) i c g
- Hoplitis taenioceras (Benoist, 1927) i c g
- Hoplitis taurimordax (Peters, 1983) i c g
- Hoplitis tenuicornis (Morawitz, 1875) i c g
- Hoplitis tenuiserrata (Benoist, 1950) i c g
- Hoplitis tenuispina (Alfken, 1937) i c g
- Hoplitis testaceozonata (Alfken, 1935) i c g
- Hoplitis teucrii (Benoist, 1927) i c g
- Hoplitis tibetensis Wu, 1987 i c g
- Hoplitis tigrina (Morawitz, 1872) i c g
- Hoplitis tkalcuella Le Goff, 2003 i c g
- Hoplitis torchioi (Parker, 1979) i c g
- Hoplitis tricolor (Saunders, 1908) i c g
- Hoplitis tridentata (Dufour & Perris, 1840) i c g
- Hoplitis tringa (Warncke, 1991) i c g
- Hoplitis tristis (Michener, 1936) i c g
- Hoplitis truicauda (Timberlake & Michener, 1950) i c g
- Hoplitis truncata (Cresson, 1878) i c g
- Hoplitis tuberculata (Nylander, 1848) i c g
- Hoplitis tunica (Warncke, 1991) i c g
- Hoplitis ulaangomensis (Tkalcu, 1995) i c g
- Hoplitis uncaticornis (Stanek, 1969) i c g
- Hoplitis unispina (Alfken, 1935) i c g
- Hoplitis urfensis (van der Zanden, 1984) i c g
- Hoplitis ursina (Friese, 1920) i c g
- Hoplitis uvulalis (Cockerell, 1902) i c g
- Hoplitis verhoeffi (Mavromoustakis, 1954) i c g
- Hoplitis verruciventris (Morawitz, 1886) i c g
- Hoplitis villiersi (Benoist, 1950) i c g
- Hoplitis villosa (Schenck, 1853) i c
- Hoplitis viridimicans (Cockerell, 1897) i c g
- Hoplitis wadicola (Alfken, 1935) i c g
- Hoplitis wahrmani (Mavromoustakis, 1948) i c g
- Hoplitis xanthoprymna (Warncke, 1991) i c g
- Hoplitis xerophila (Cockerell, 1935) i c g
- Hoplitis xinjiangensis Wu, 1987 i c g
- Hoplitis yermasoyiae (Mavromoustakis, 1938) i c g
- Hoplitis zaianorum (Benoist, 1927) i c g
- Hoplitis zandeni (Teunissen & van Achterberg, 1992) i c g
- Hoplitis zonalis (Pérez, 1895) i c g
- Hoplitis zuni (Parker, 1977) i c g

Data sources: i = ITIS, c = Catalogue of Life, g = GBIF, b = Bugguide.net